# Dabigatran
Le dabigatran est un médicament anticoagulant oral direct, de type inhibiteur direct de la thrombine.

## Métabolisme
Il est donné sous forme de prodrogue, l'étexilate de dabigatran, cette dernière étant transformée en dabigatran après absorption digestive. Cette dernière est rapide et le pic plasmatique est atteint en deux heures. Sa biodisponibilité est faible, inférieure à 10 %.
Il se fixe sur la thrombine que cette dernière soit liée à la fibrine ou non (ce qui n'est pas le cas des héparines). Par ce biais, il empêche la transformation du fibrinogène en fibrine.
Sa demi-vie est d'un peu plus de 12 heures, reflétant sa durée d'action, et son excrétion est essentiellement rénale avec des risques de surdosage en cas d'insuffisance rénale. 20 % du produit est excrété par les voies biliaires. Il est dialysable.
Son élimination est réduite par l'administration de quinidine et d'amiodarone, mais pas de manière suffisante pour nécessiter l'adaptation des doses.
Il existe maintenant un antagoniste spécifique en cas d'hémorragie majeure ou de nécessité d'opération chirurgicale urgente.
La transfusion de facteurs de la coagulation ne semble pas être efficace.
Son métabolisme n'est pas modifié par l'alimentation, ce qui en fait l'un des avantages par rapport aux antivitamines K.
Environ un tiers de la population comporte une mutation génétique ayant pour conséquence un taux sanguin moindre de dabigatran avec un risque de saignement plus faible, sans baisse de l'efficacité démontrée.

## Interactions médicamenteuses
La quinidine, le kétoconazole, l'amiodarone, le vérapamil augmentent le taux sérique de dabigatran en augmentant son absorption gastrique. Au contraire, la rifampicine diminue son taux sérique.

## Tests de coagulation
En règle générale, ils ne sont pas nécessaires pour adapter les doses. Le temps de thrombine et le temps d'écarine sont les deux meilleurs tests en cas de besoin, le taux de prothrombine (et l'INR) n'étant pas adapté, l'INR pouvant être, en particulier, parfois fortement augmenté en l'absence de surdosage.
Le temps de thrombine est substantiellement augmenté avec des traces de produit. Sa version, dite « diluée » (Hémoclot), permettrait d'évaluer correctement la concentration sanguine en dabigatran.

## Doses
Les comprimés sont dosés à 75 mg,110 mg et 150 mg. La dose utilisée dans la fibrillation auriculaire est de 150 mg deux fois, ou de 110 mg en deux fois en cas d'insuffisance rénale modérée ou d'association avec d'autres médicaments de type antiagrégant plaquettaire. La dose de 110 mg deux fois n'est pas prise en compte dans les recommandations américaines mais seulement dans les recommandations européennes.
Les doses n'ont pas besoin d'être adaptées selon les tests de coagulation, contrairement aux antagonistes de la vitamine K.
La non surveillance biologique est l'un des grands avantages de cette molécule mais ce concept reste discuté par certains qui soulignent qu'il existe des données non publiées par le fabricant suggérant qu'une vérification de la concentration sanguine de la molécule pourrait, en adaptant les doses, diminuer substantiellement le risque de complications hémorragiques.

## Effets secondaires
Il ne semble pas avoir de toxicité hépatique, contrairement à son prédécesseur, le ximélagatran.
Il semblait exister une discrète majoration du risque d'infarctus du myocarde et de syndrome coronarien aigu dans l'étude initiale (RELY-trial), mais cela n'a pas été confirmé dans une large méta-analyse.
L'effet secondaire le plus commun est la dyspepsie, retrouvée chez un patient sur 20.
Le principal risque est, par essence, le risque hémorragique, qui ne semble pas être supérieur à celui des AVK, sauf chez la personne âgée où le risque est majoré, surtout aux fortes doses (150 mg deux fois).
Les patients âgés ayant une insuffisance rénale aigüe sont à surveillés tout particulièrement car l'index concentration plasmatique par rapport à la dose administrée est très élevée chez ces patients.
Des troubles digestifs sont fréquents à l’initiation du traitement, qui peuvent être amélioré par la prise d'inhibiteurs de la pompe à protron.

## Suivi des Patients
Comme pour tous les anticoagulants à prise orale, la prise de Dabigatran ne nécessite pas de suivi du dosage, sauf pour des personnes courant des risques particuliers : poids extrêmes, des risques de saignements (surtout en cas de récidive hémorragique), un âge avancé. En cas de programmation chirurgicale invasive pour les personnes traités sous Bétrixaban, un suivi pourrait aussi être envisagé.

## Efficacité
La balance bénéfice-risque du Dabigatran n'est pas meilleure que celle des héparines de bas poids moléculaires, administrées en injection sous-cutanée, dans la prévention de la maladie thrombo-embolique (phlébite et/ou embolie pulmonaire) dans les suites d'une chirurgie de la hanche ou du genou,. Il est alors administré à des doses comprises entre 150 et 220 mg en une prise.
À la dose comprise entre 110  et   150 mg deuxfois par jour, il pourrait être intéressant dans la prévention des accidents emboliques lors d'une fibrillation auriculaire (trouble du rythme cardiaque), lorsque le traitement par anti-vitamine K est difficile à équilibrer. La réduction du risque embolique est similaire à celle des AVK sous 110 mg de dabigatran (deux fois) avec un risque hémorragique inférieur. Elle est plus importante sous dabigatran 150 mg (deux fois) avec un risque hémorragique équivalent. En cas d'association avec un antiagrégant plaquettaire, le bénéfice de la dose de 150 mg ne devient plus significatif.
De même, il pourrait constituer une alternative aux antivitamines K si une cardioversion est décidée.
Il peut servir à une alternative aux anti-vitamines K lors du traitement curatif (et non plus préventif) de la maladie thrombo-embolique à la dose de 150 mg deux fois par jour.
Son efficacité s'est avérée décevante chez les porteurs de valve mécanique cardiaque avec un taux supérieur d'accident thrombo-embolique par rapport au traitement classique, ce qui fait que cette indication n'est pas validée.
Il existe maintenant un anticorps monoclonal dirigé contre le dabigatran : l’idarucizumab (nom de code : BI 655075). Il s'agit d'un fragment d’anticorps humanisé. Il a été testé comme antidote et s'avère efficace,. Il entraîne la normalisation rapide des paramètres de la coagulation pendant 24h.
En France, la Commission de Transparence de la Haute Autorité de santé a estimé que le dabigatran n’apporte pas d’amélioration du service médical rendu (ASMR V) par rapport aux anticoagulants antivitamine K.

## Divers
Le coût annuel d'un traitement pour une fibrillation auriculaire est important (plus de 3 000 dollars en 2011 à comparer avec les 50 dollars d'un traitement conventionnel par antivitamine K). Le traitement pourrait se révéler cependant meilleur, du point de vue du coût, que les antivitamines K si le risque hémorragique ou d'accident ischémique est élevé (en tenant compte du coût des traitements et de l'invalidité consécutive aux accidents).

## Comparaisons avec les autres anticoagulants oraux
Les études n'ont porté que sur la comparaison avec les antagonistes de la vitamine K. Il n'existe pas de comparaison directe avec les inhibiteurs du facteur Xa comme le rivaroxaban ou l'apixaban qui ont, à peu près, les mêmes indications. La différence principale est une demi-vie plus longue pour certains de ces derniers permettant une seule prise journalière (contre deux pour le dabigatran). Le dabigatran reste le seul à avoir un antidote spécifque.